# 663 (tal)
663 är det naturliga heltal som följer 662 och följs av 664.

## Matematiska egenskaper
- 663 är ett udda tal.
- 663 är ett sammansatt tal.
- 663 är ett Polygontal.
- 663 är ett Sfeniskt tal.

## Inom vetenskapen
- 663 Gerlinde, en asteroid.